# كوامي ألكسندر (كرة سلة)
كوامي ألكسندر (بالإنجليزية: Kwame Alexander) مواليد 7 ديسمبر 1990 في مورينو فالي، هو لاعب كرة سلة أمريكي. بدأ مسيرته الاحترافية في سنة 2013. يحمل الرقم 44. يبلغ طوله 6 قدم 5 بوصة (2.0 م). لعب مع تشانغوون إل جي ساكرز في الدوري الكوري لكرة السلة.

## روابط خارجية
- كوامي ألكسندر على موقع كرة السلة الأوروبية.كوم (الإنجليزية)
- كوامي ألكسندر على موقع ريلجم (الإنجليزية)
- كوامي ألكسندر على موقع بروبوليرز (الإنجليزية)
- كوامي ألكسندر على موقع سبورتس رفرنس (الإنجليزية)